# Jozef Dunajovec
Jozef Dunajovec (23. března 1933 Nesluša – 22. února 2007 Bratislava) byl slovenský novinář, publicista a autor literatury faktu.

## Životopis
Narodil se v početné rodině v kysucké Nesluši, dětství prožil od svých pěti let ve Vinohradech nad Váhom. Vychodil vyšší rolnickou školu v Rakovici a pak odešel do Bratislavy, kde absolvoval Vysokou školu ekonomickou. Při studiu začal pracovat v redakci Smeny nejprve jako dopisovatel, později jako interní redaktor. Kromě toho působil v Roľníckých novinách, Hospodárských novinách, Novém slove, Mladých rozletoch, Predvoji a na Ministerstvu zemědělství a výživy SR. Externě přednášel budoucím žurnalistům na Filozofické fakultě Univerzity Komenského a psal pro ně vysokoškolské skripta. Svou novinářskou pouť na plný úvazek končil jako šéfredaktor časopisu Krásy Slovenska.

## Tvorba
Byl obdivovatelem přírody a jeho básnické srdce patřilo zejména Dunaji. Smysl svého života spojil s rytmem práce jednoduchých lidí slovenského venkova, který prošel pěšky křížem krážem. Jako rodák z chudých Kysuc měl vřelý vztah k obyčejným lidem, těžko vydělávajícím na každodenní chléb, rád s nimi rozmlouval a věnoval jim největší část své publicistické a knižní tvorby. Kromě mnoha zpráv, článků, statí, esejů i reportáží napsal osmnáct knih a byl spoluautorem dalších děl. Je nositelem prestižních literárních cen E. E. Kische a Vojtecha Zamarovského.

## Dílo
- 1966 – Mŕtve ramená volajú
- 1974 – Po ľuďoch stopy,
- 1974 – Poľnými cestami'
- 1974 – Kronika rodnej zeme (spoluautor)
- 1975 – Rodná zem v obrazoch (spoluautor)
- 1976 – Riečni ľudia
- 1980 – Chlieb
- 1986 – V zrkadlách slovenských riek (spoluautor)
- 1995 – Dráma na kilometri 1801
- 1995 – Projektantova odysea